# Georges Pintens
Georges Pintens   (Anvers, 15 d'octubre de 1946) és un ciclista belga, ja retirat, que fou professional entre 1968 i 1976.
Durant la seva carrera esportiva aconseguí una trentena de victòries. En les curses per etapes destaca una victòria d'etapa al Tour de França de 1968 i a la Volta a Espanya de 1976, així com la classificació final de la Volta a Suïssa de 1971 i la Volta a Andalusia de 1973. En les clàssiques guanyà l'Amstel Gold Race de 1970, la Gant-Wevelgem i la Milà-Torí de 1971 i la Lieja-Bastogne-Lieja de 1974.

## Palmarès
- 1967
  - 1r a la París-Roubaix sub-23
- 1968
  - Vencedor d'una etapa del Tour de França
- 1969
  - 1r al Gran Premi de Frankfurt
- 1970
  - 1r a l'Amstel Gold Race
- 1971
  - 1r a la Gant-Wevelgem
  - 1r a la Volta a Suïssa
  - 1r a la Milà-Torí
  - 1r a la Druivenkoers Overijse
- 1972
  - 1r al Gran Premi del cantó d'Argòvia
  - 1r al Gran Premi de Menton
- 1973
  - 1r a la Volta a Andalusia i vencedor d'una etapa
  - 1r al Gran Premi de Frankfurt
- 1974
  - 1r a la Lieja-Bastogne-Lieja
- 1976
  - Vencedor d'una etapa de la Volta a Espanya

### Resultats al Tour de França
- 1968. 12è de la classificació general. Vencedor d'una etapa
- 1969. Abandona (10a etapa)
- 1970. 10è de la classificació general
- 1973. Abandona (15a etapa)

### Resultats al Giro d'Itàlia
- 1971. Abandona (16a etapa)
- 1972. 37è de la classificació general

### Resultats a la Volta a Espanya
- 1976. Abandona (15a etapa). Vencedor d'una etapa